# GUILTY (V6の曲)
「GUILTY」（ギルティー）は、V6の36枚目のシングル。2009年9月2日にavex traxから発売された。

## 概要
前作「スピリット」から約3ヶ月ぶりのシングル。
シングルはオリコンチャートで1位を獲得。通算22作目の1位となり、3作連続1位となった。
初回限定 V6盤/トニセン・カミセン盤(CD+DVD)・通常盤(CD)の3形態でリリース。

## 収録曲

### CD
※「Medicine」以降、通常盤のみ収録。
1. GUILTY
作詞：KAORU
Rap詞・作曲：Kohei by SIMONSAYS
編曲：陶山隼
  - 井ノ原快彦出演 テレビ朝日系ドラマ『新・警視庁捜査一課9係』主題歌
2. 逢いたくて
作詞：樋口舞
作曲・編曲：ArmySlick
  - 表題曲の続編
3. Medicine
作詞：leonn
作曲：成本智美
編曲：日比野裕史
4. 蜃気楼
作詞：谷藤律子
作曲・編曲：HIKARI
5. GUILTY（Instrumental）
6. 逢いたくて（Instrumental）
7. Medicine（Instrumental）
8. 蜃気楼（Instrumental）

### DVD

#### 初回生産限定 V6盤
1. GUILTY【Music Video Long Edit Ver.】
2. スピリット【Live Version：from “20th Century LIVE TOUR 2009 HONEY HONEY HONEY”】

#### 初回生産限定 トニセン・カミセン盤
1. スタートライン【from “20th Century Special Unplugged Live”】- 20th Century
2. Hello-Goodbye【from “Coming Century TOUR WARM UP GIG!”】- Coming Century

## 収録アルバム
- 『READY?』（#1）
- 『SUPER Very best』（#1）

Very6Best(あなたのお名前入りスペシャルBOX盤)